# Cá hồng két

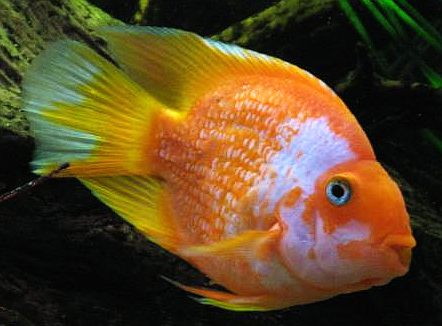
Cá hồng két

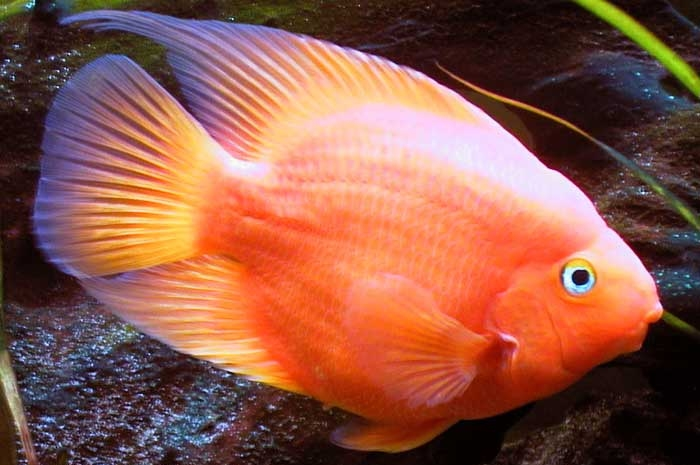

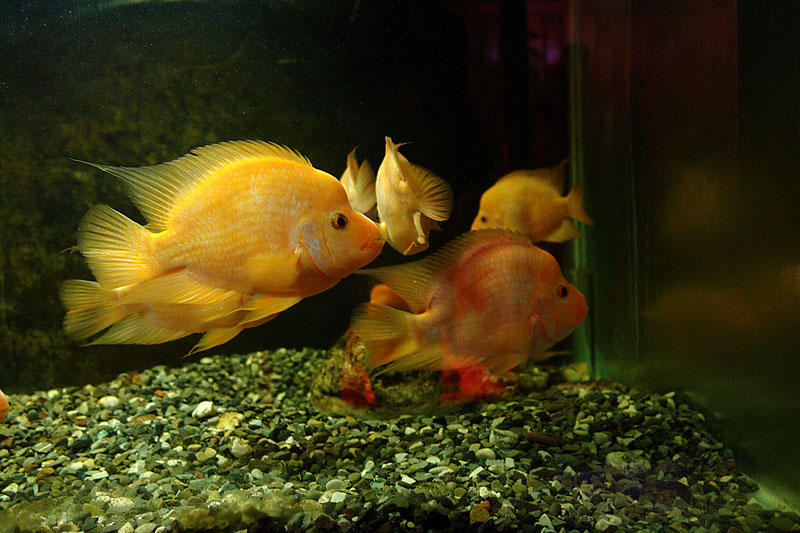

Cá hồng két hay còn gọi là cá Két đỏ, cá huyết anh vũ, còn được biết đến với tên gọi tiếng Anh là blood parrot cichlid, parrot cichlid, bloody parrot là một loài cá lai được hình thành do kết quả lai tạo trong họ Cichlidae. Chúng được lai tạo ở Đài Loan vào những năm 1986.
Hiện phổ biến hai giả thuyết tổ hợp lai của cá hồng két:
- Amphilophus labiatus X Heros severus
- Amphilophus citrinellum X Cichlasoma synspilum

## Đặc điểm
Cá hồng két có cơ thể hình tròn với một mõm mũi nhỏ, lưng công dốc, đầu vồ về phía trước với chiếc mỏ không khép kín và quặp xuống như mỏ két. Mắt to tròn trông như đang mơ màng. Dáng bơi la mắt do bóng hơi to khác thường. Cá chuyển từ màu vàng sang màu đỏ khi trưởng thành. Chính nhờ màu đỏ rực bắt mắt nên cá hồng két thường được cho là có thể đem lại may mắn cho gia chủ. Cá hồng két thường khi trưởng thành có thể đạt kích thước khoảng trên 20 cm

## Đặc tính
Cá không ăn cây thủy sinh nên có thể cho chúng ăn các con vật từ nhỏ đến lớn. Cá ăn tép bò, trùng chỉ, thức ăn thừa trong bể, thức ăn đông lạnh và thức ăn viên. Đặc biệt chúng có thể ăn cá nhỏ vừa cỡ miệng. Cá hồng két lai thường bị bất thụ do con đực không thể thụ tinh cho trứng. Chiều dài tối thiểu của bể là khoảng 60 cm, thể tích bể khoảng 300- 400L. Trang trí thêm đá, lũa, cây thủy sinh trong bể làm nơi trú ẩn cho cá. Cá hồng két thường rất ưa sạch sẽ nên cần thường xuyên sục khí và có bộ lọc ổn định. 

## Các dòng
Cá có nhiều dạng như Hồng két kinh kong, Hồng két đuôi tim và hồng két xăm chữ. 
- Cá hồng két king kong là một trong những loài đứng hàng đầu trong họ cá hồng két về cả kích thước, màu sắc và giá cả trên thị trường bởi màu hồng rực lửa vô cùng quyến rũ. Loài cá này rất được ưa chuộng và thả chung với cá rồng trong bể cá rồng
- Cá hồng két đuôi tim là loại cá được cắt đuôi từ bé tỉa đuôi theo hình trái tim để khi lớn cá có hình như trái tim. càng tỉa đẹp thì cá lớn lên có hình càng đẹp và hấp dẫn
- Cá hồng két xăm Là loại hồng két được xăm lên mình các loại chữ như Phúc Lộc Thọ hoặc Tài Giá các loại cá này cũng đắt hơn các loại cá khác từ 1,5 đến 2 lần.